# Wang Qishan
En aquest nom xinès, el cognom és Wang.
Wang Qishan (xinès simplificat: 王岐山)  (Tsingtao, 19 de juliol de 1948) és un polític xinès, alcalde de Pequín entre el 2003 i el 2007 i un dels líders destacats en la lluita contra la corrupció. Des del 2018, és també vicepresident de la Xina.

## Biografia
Wang Qishan va néixer el 19 de juliol de 1948 a Tianzhen província de Shanxi al nord de la Xina. Com molts dels joves de la seva època i com a resultat de la Revolució Cultural va ser enviat (1969-1971) a una comuna rural, en el seu cas a Fengzhuang, comtat de Yan'an a la província de Shaanxi. Durant aquesta etapa va néixer la seva relació i amistat amb Xi Jinping.
De 1971 a 1973 va treballar al Museu Provincial de Shaanxi i posteriorment va estudiar Història a la Universitat Nord-Est de Xi'an (1973-1976).
El 1983 es va incorporar al Partit Comunista Xinès.

### Càrrecs ocupats
Wang ha ocupat diversos càrrecs en sectors com l'acadèmic, l'esportiu i el financer i també en l'àmbit estrictament polític. Apartat el 2017 de la política activa, el març de 2018 durant el 13è Congrés Nacional del Poble (Assemblea Popular Nacional de la Xina) va ser nomenat diputat per la província de Hunan i el 17 de març elegit vicepresident del país
Durant tots els seus anys d'actuació política Wang ha destacat especialment en l'actuació contra la corrupció com a responsable de la Comissió Central per a la Inspecció de la Disciplina, també en temes de reestructuració econòmica i com a negociador de temes econòmics entre la Xina i els Estats Units.
Ha format part dels Comitès Centrals dels 15è, 16è, 17è i 18è Congrés Nacional del Partit Comunista de la Xina.
1976-1979: Museu Provincial de Shaanxi
1979-1982: Investigador a l'Institut de d'Història Moderna de l'Acadèmia Xinesa de Ciències Socials.
1982-1989: Diversos càrrecs en l'àmbit de la recerca i desenvolupament de Política Rural del PCX, i en la "China Rural Trust and Investment Corporation".
1989-1993: vicegovernador del Banc Popular de la Construcció de la Xina.
1993-1997: vicegovernador del Banc Popular de la Xina i Governador del Banc de la Construcció.
1997-2000: Membre del Comitè Permanent de la Província de Guandong on va arribar a ser el vicegovernador.
2000-2002: Director de l'Oficina de Reestructuració Econòmica del Consell d'Estat.
2002-2003: Secretari del Comite Províncial del PCX de Hainan.
2004-2007: Inicialment subdirector del Comitè Municipal del PCX de Pequín, ciutat on va arribar a ser l'alcalde i President del Comitè Organitzador dels XXIX Jocs Olímpics.
2008-2013: Viceprimer ministre del Consell d'Estat.
2012-2017: Membre del Comitè Central del Partit.